# 普伊格公司
普伊格（Puig，[put͡ʃ]）为西班牙跨国公司，专营时装及香水。该公司由安东尼奥·普伊格·卡斯特略（Antonio Puig Castelló）于1914年在西班牙巴塞罗那创立。时至今日，该公司仍由普伊格家族来运营。
普伊格产品远销世界150个国家， 在22个国家设有分公司，雇佣国内外雇员共计4472人。在2018年，该公司的纯收入达到19.33亿欧元，其收益净额达2.42亿欧元。
在时装及香水领域，普伊格（Puig）与 卡洛琳娜·海莱娜、 莲娜丽姿 以及帕科等高级时尚品牌均签订了合作协议。在时装领域，该公司还是让-保罗·高缇耶的主要股东。在香水领域，该公司亦与川久保玲设计师品牌Comme des Garçons，普拉达和华伦天奴签订了合作协议。

## 公司历史

### 创建及早期

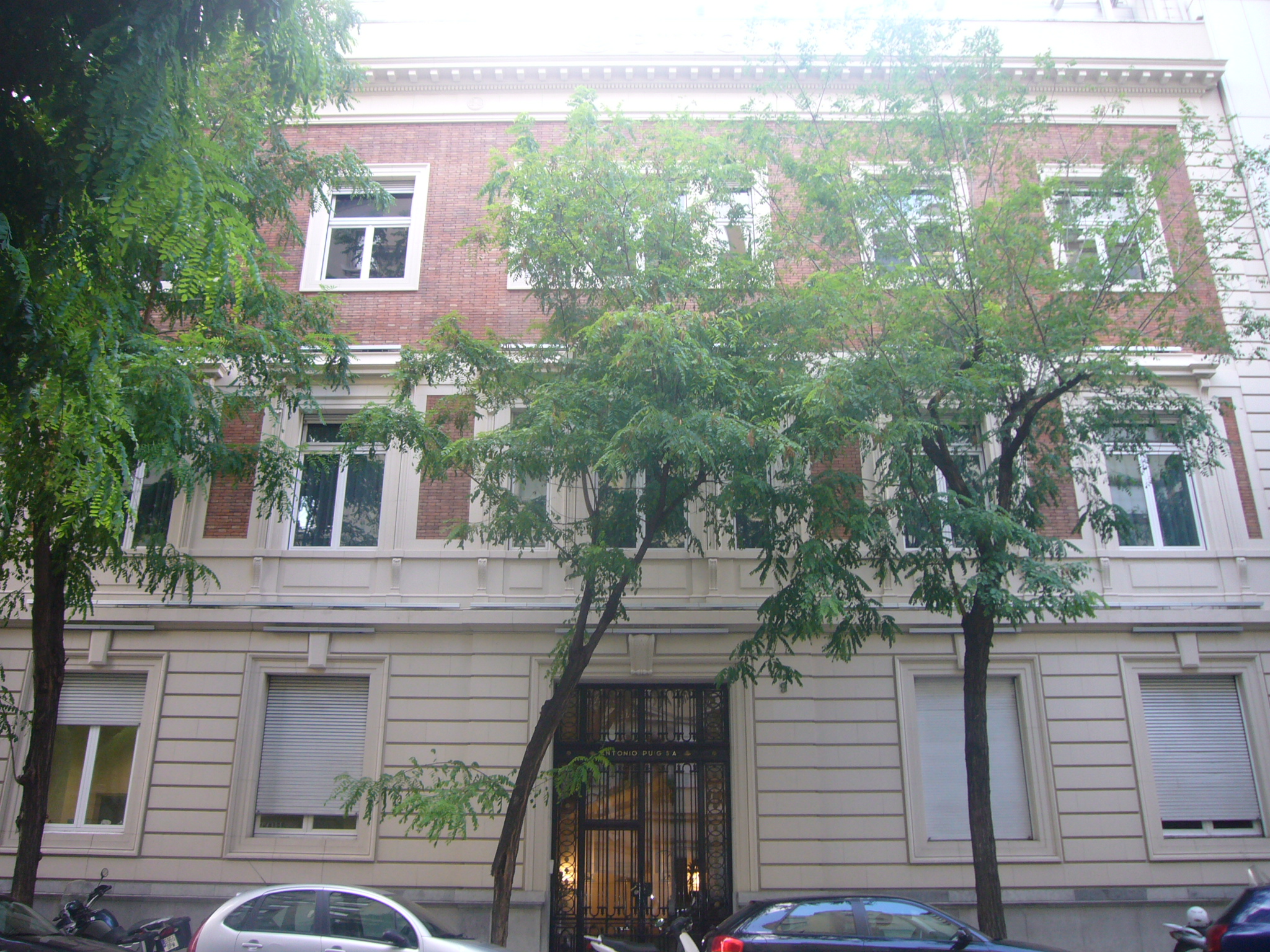
普伊格时尚美容集团总部旧址，格拉西亚街，巴塞罗那

该公司的起源可以追溯到1914年。当时，对艺术的激情驱使着安东尼奥·普伊格·卡斯特略（Antonio Puig Castelló）创建了这家公司。一开始该公司以其创始人的名字命名，即“安东尼·普伊格 SA”（Antonio Puig SA） 。从一开始，该公司就将自己的业务导向定位在化妆品以及香水领域。
1922年，该公司推出米丽迪（音译，Milady，英语中对贵族妇女的敬称）唇膏，第一支产自西班牙的唇膏。
19世纪40年代，该公司推出了普伊格薰衣草男士香水（Agua Lavanda Puig）系列。此香水系列成为了该公司的旗舰产品之一。
在同时期，该公司的创立人安东尼奥·普伊格（Antonio Puig）决定将生产工厂以及办公楼迁至格拉西亚街上的一座大楼，该大道位于巴塞罗那的格拉西亚区。
在后来的几年中，创立人的四个儿子加入了他们父亲的公司。虽说权力的交接是逐步进行的，最终安东尼奥·普伊格（Antonio Puig）还是将该公司的决策权全权交授给了四个儿子：小安东尼奥和马里亚诺专攻香水板块，何塞·马里亚负责新增业务，安里克则负责各机构关系协调。

### 国际扩张
普伊格（Puig）的国际扩张开始于1959年。当时，该公司正在巴塞罗那的工业区贝索斯兴建新工厂，同时该公司也拥有了第一家位于美国的国外分公司。美国分公司的创建有部分原因还缘于一封来自就读于爱荷华大学的一个西班牙学生的信。该学生由于在美国买不到普伊格的薰衣草香水（Agua Lavanda Puig）而感到十分苦闷。后来，普伊格公司也证实了这一传闻。
1968年，普伊格（Puig）在巴黎开设了一家分公司。与此同时，普伊格（Puig）也与西班牙设计师品牌帕科·拉巴纳进行合作。作为这一合作的结果，该公司在1969年推出了“卡朗德尔”女士香水。1976年，普伊格（Puig）在法国的沙特尔创建了一个香水工厂。1987年，普伊格（Puig）收购了帕科时装屋。
在普伊格（Puig）的国际扩张过程中，一个关键的里程碑就是普伊格公司（Puig）于19世纪80年代与委内瑞拉设计师卡洛琳娜·海莱娜在纽约签订了协议，生产并销售该品牌所有的香水。几年之后，整个卡洛琳娜·海莱娜时尚产业都并入到普伊格公司（Puig）旗下。

### 名称变更

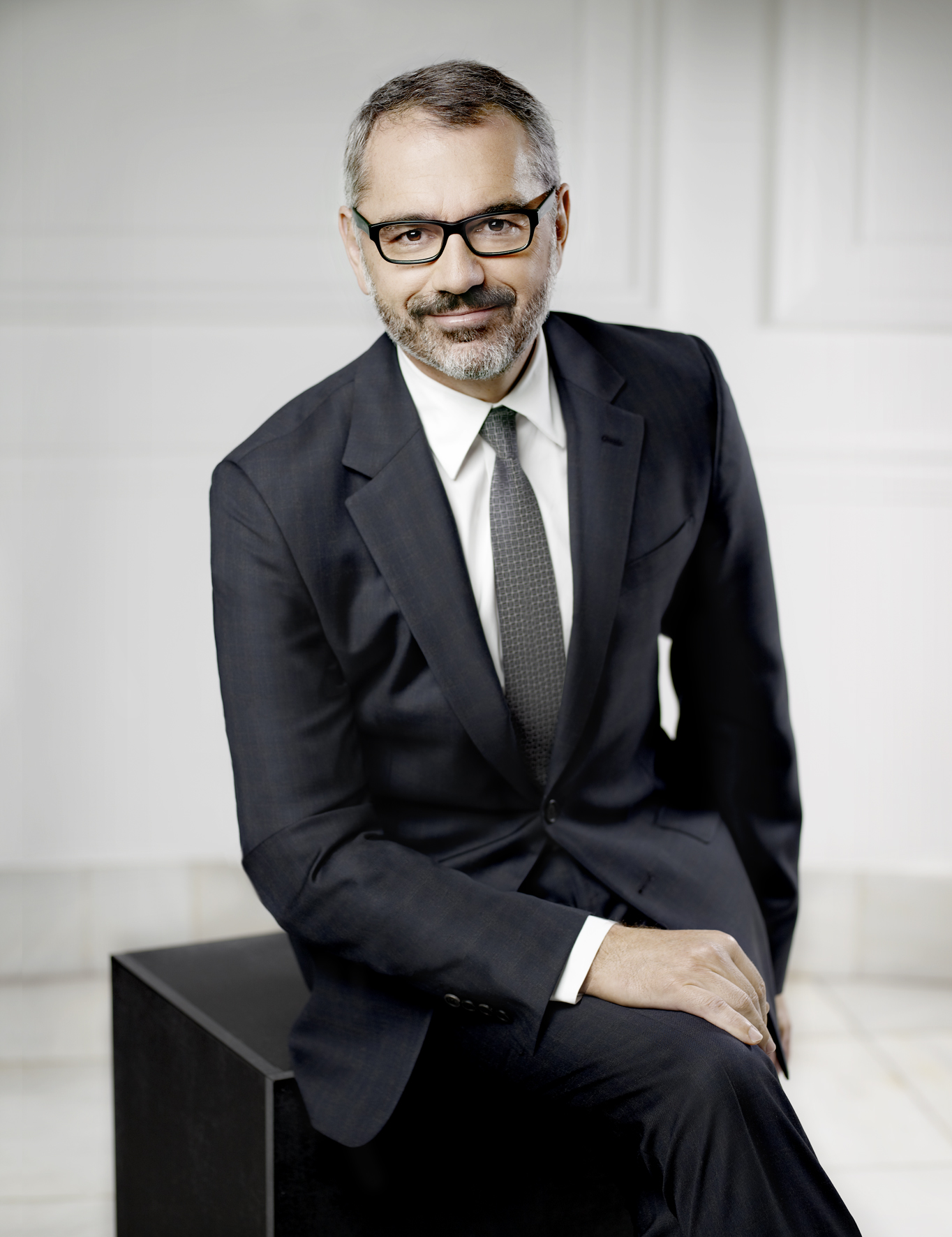
马克·普伊格，普伊格公司首席执行官

1997年，普伊格（Puig）与安东尼奥·班德拉斯达成协议。普伊格（Puig）被授权生产并负责“安东尼奥·班德拉斯香水”品牌的后续商业化发展。后几年，普伊格（Puig）又收购了莲娜丽姿，紧跟着自己收购著名品牌的发展战略。由于商业规模的发展，普伊格家族在1999年重组了该公司，并将其命名为“普伊格时尚美容集团”。但保留了同样的公司体系以及三大产品线：时装、香水和化妆品。
为跟上自己的扩展策略，普伊格（Puig）收购了西班牙公司芬芳少女 (Perfumes Gal)以及美如雅致。这些收购，以及对于阿道夫·多明格斯，马西莫·杜帝和雅诺·德普拉维娅等品牌的收购巩固了普伊格公司在西班牙市场的领袖地位。
2002年，法国的时尚公司Comme des Garçons（正如男郎）也加入了普伊格公司。一年之后，便是意大利的品牌普拉达的加入。这两个公司也成为了普伊格香水产商列表上的一部分。
在26世纪初，该公司的管理层有了改变。马克·普伊格——普伊格家族第三代成员成为了该公司董事，后来他又在2007年最终成为该公司的首席执行官，而曼努埃尔·普伊格则成为副总裁。在2008年，新管理层与哥伦比亚的女歌手夏奇拉达成协议，开发她的香水系列。

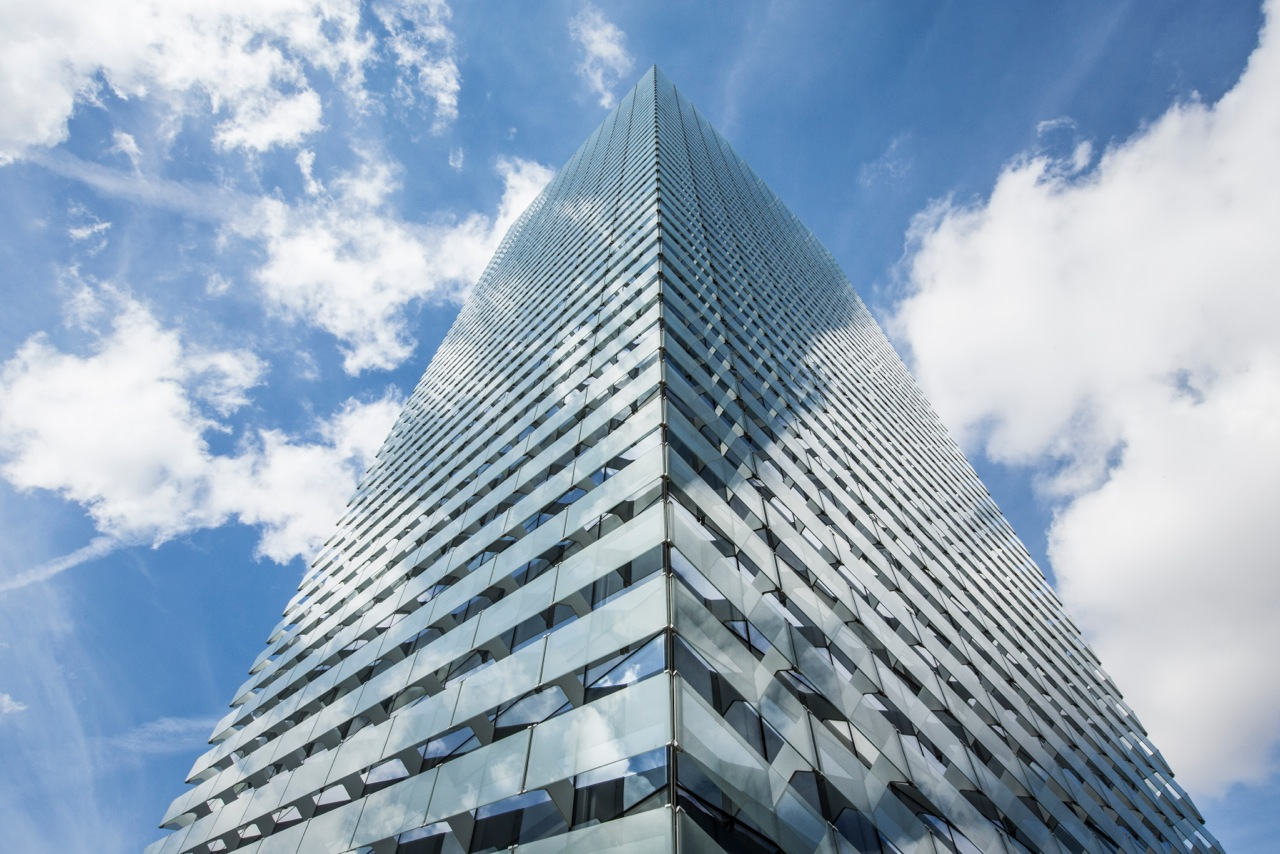
普伊格塔，欧洲广场，尔奥斯皮塔莱特德略夫雷加特。

2009年，普伊格时尚美容集团再次更改了自己的商标，将其简化为“普伊格”。

## 普伊格公司有关数据
普伊格现在拥有5处生产基地，其中四个在欧洲，另外一个在墨西哥，每年生产3.31亿个单位香水。由于这样的生产量，普伊格在2010年占世界香水销售份额的7.6%，而在5年前，其全球份额仅为3.5%。这意味着普伊格的市场份额在这5年间获得了35%的全球增长。
普伊格（Puig）产品远销世界150个国家， 在26个国家设有分公司，雇佣国内外雇员共计4472人。在2018年，该公司的纯收入达到242亿欧元，其收益净额达1.93亿欧元。

## 帆船运动

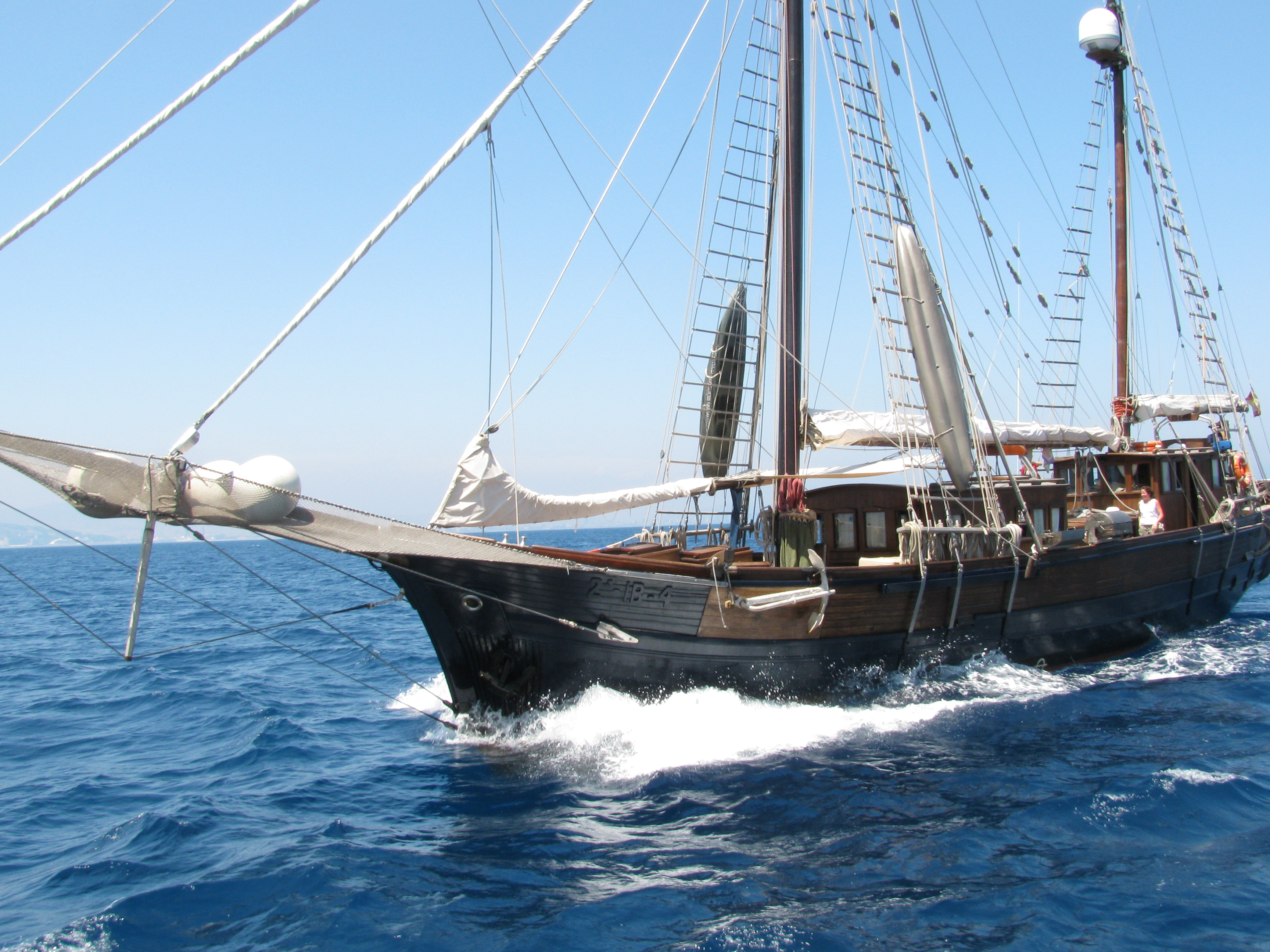
2010年“普伊格古典帆船大赛”上的一艘古典帆船

普伊格家族一直与帆船有着紧密联系，特别是已逝世的安里克·普伊格——普伊格公司董事，是巴塞罗那游艇展以及巴塞罗那皇家帆船俱乐部的总裁。从1984年到2006年，普伊格都是帆船杯的赞助商。
普伊格曾是帆船运动“蔚蓝色普伊格号”的船主及赞助商。该帆船参与了世界上最重要的一些帆船赛事。常任船员中有西班牙国王胡安·卡洛斯一世最小的女儿——郡主克里斯蒂娜。
自2008年起，在与西班牙皇家帆船俱乐部的合作中，普伊格推动并赞助了“普伊格·贝拉古典帆船大赛”，该赛事于每年7月在巴塞罗那水域举行。其主要特点就是所有参赛船只都必须是传统帆船或古典帆船。此赛艇会是著名古典帆船赛艇会的一项主要赛事。

## 資料來源
1. 1 2  . ModaMarcas.   [2012-04-29]. （原始内容存档于2013-04-09）.
2. 1 2 3 4  . Expansión.   [2019-07-19]. （原始内容存档于2019-09-18）.
3. 1 2 3  . El Confidencial.   [2018-06-11]. （原始内容存档于2018-06-12）.
4. 1 2 3  . El Punt Avui.   [2012-04-26]. （原始内容存档于2013-04-09）.
5. 1 2  . Expansion.   [2012-04-29]. （原始内容存档于2013-04-09）.
6. 1 2  . Revista VPC.   [9-5-2013]. （原始内容存档于2013-05-17）.
7. ↑  . Noticias Bancarias.   [2014-06-06]. （原始内容存档于2019-11-21）.
8. 1 2  . Europapress.   [2015-06-26]. （原始内容存档于2019-03-25）.
9. 1 2  . Agenda Empresa.   [2016-06-02]. （原始内容存档于2019-12-27）.
10. ↑  . El Punt-Avui.   [2012-04-26]. （原始内容存档于2013-04-09）.
11. ↑  . Emprendedores.   [2012-04-26]. （原始内容存档于2013-04-09）.
12. 1 2 3 4 5  . Modaes.   [2012-04-26]. （原始内容存档于2013-04-09）.
13. ↑  . Telva.   [2012-04-27]. （原始内容存档于2013-04-09）.
14. ↑  . Soitu.es.   [2012-04-27]. （原始内容存档于2013-04-09）.
15. ↑  . Expansion.   [2012-04-26]. （原始内容存档于2013-04-09）.
16. ↑  . Expansion.   [2012-04-26]. （原始内容存档于2013-04-09）.
17. ↑  La Vanguardia, October 9, 2011, Supplement  Diners, page 14
18. ↑  . La Vanguardia.   [5-9-2012]. （原始内容存档于2013-04-09）.
19. ↑  . ElPeriódico.   [2013-01-21]. （原始内容存档于2013-04-09）.
20. ↑  . El País.   [2012-04-29]. （原始内容存档于2013-04-09）.
21. ↑  . El País.   [2012-04-29]. （原始内容存档于2013-04-09）.
22. ↑  . La Voz de Galicia.   [2012-04-29]. （原始内容存档于2013-04-09）.
23. ↑  . ¡Hola!.   [2012-04-29]. （原始内容存档于2013-04-09）.
24. ↑  . Economía digital.   [2012-04-29]. （原始内容存档于2013-04-09）.
25. ↑  . El País.   [2012-04-26]. （原始内容存档于2013-04-09）.
26. ↑  . El Economista.   [2012-04-26]. （原始内容存档于2013-04-09）.
27. ↑  . Ideal.   [2012-04-26]. （原始内容存档于2013-11-03）.
28. ↑  . Alimarket.   [2012-04-26]. （原始内容存档于2013-04-09）.
29. ↑  . World.   [May 9, 2012]. （原始内容存档于2013-04-09）.
30. ↑  . ABC.   [May 9, 2012]. （原始内容存档于2013-04-09）.
31. ↑  . La Vanguardia.   [May 9, 2012]. （原始内容存档于2013-04-09）.
32. ↑  . La Vanguardia.   [May 9, 2012]. （原始内容存档于2013-04-09）.